# Ян Щепаник
Ян Щепаник (пол. Jan Szczepanik; 1872, с. Рудники, тепер передмістя м. Мостиська, нині Львівська область, Україна — 1926, Тарнів, Польща) — польський винахідник, автор сотень патентів і більше 50 винаходів, частина з яких — в області кінозйомки, телебачення і фотографії — використовуються і донині. За багатогранність і плідність діяльності був прозваний «польським Едісоном» і «Галицьким генієм».

## Життєпис
Народився 1872 року в с. Рудники (Королівство Галичини та Володимирії, Австро-Угорщина, нині передмістя м. Мостиська, районного центру Львівської області, Україна).
Після закінчення початкової школи та гімназії вступив до педагогічного інституту в Кракові. До 1896 року працював вчителем у невеликих містах на півдні Польщі. У 1897 в патентному відомстві Великої Британії запатентував телектроскоп — «камеру для відтворення зображень на відстані за допомогою електрики», певний прообраз сучасного телевізора. У 1900 році на Всесвітній виставці у Парижі представив покращений пристрій для передачі зображення — телефот. З 1918 року захоплювався системами кольорового кіно, які були високо оцінені за реалізм передачі кольору. Одночасно розробляв проекти озвучування фільмів.

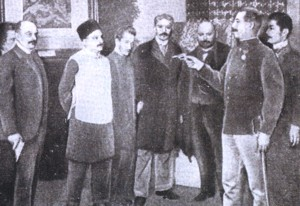
Демонстрація бронежилету

Паралельно з цим створив бронежилет з шовкової тканини з вплетеними тонкими сталевими листами. Захисний пристрій цього зразка врятував життя від замаху королю Іспанії Альфонсу XIII. За це монарх удостоїв винахідника звання кавалера Ордена Ізабелли Католички. До подібної нагороді (Орден Святої Анни) його представив і Микола II за доопрацювання імператорських парадних обладунків, але Щепаник, як підданий Австро-Угорщини, з патріотичних міркувань відмовився від нагороди держави-супротивника і «обмежився» згодою прийняти в подарунок золотий годинник з діамантами.
Майстерні та лабораторії Щепаника були розташовані у Відні, Берліні, Дрездені. Сам винахідник жив у місті. Серед інших винаходів: фотоскульптор (пристрій для копіювання скульптур), колориметр (інструмент управління кольором), електрична гвинтівка, технологія ткацтва з контролем заданих параметрів кольору одержуваної тканини.
За твердженням сучасних дослідників винахідник незаслужено забутий, а його роботи безсоромно скопійовані й використовуються під іншими назвами до теперішнього часу.
Ідеї винаходів описував у своїх оповіданнях Марк Твен, який особисто знав винахідника.
Помер 1926 року в м. Тарнів від раку печінки.